# Article (text)
|  | Aquest article tracta sobre un escrit. Vegeu-ne altres significats a «Article (desambiguació)». |

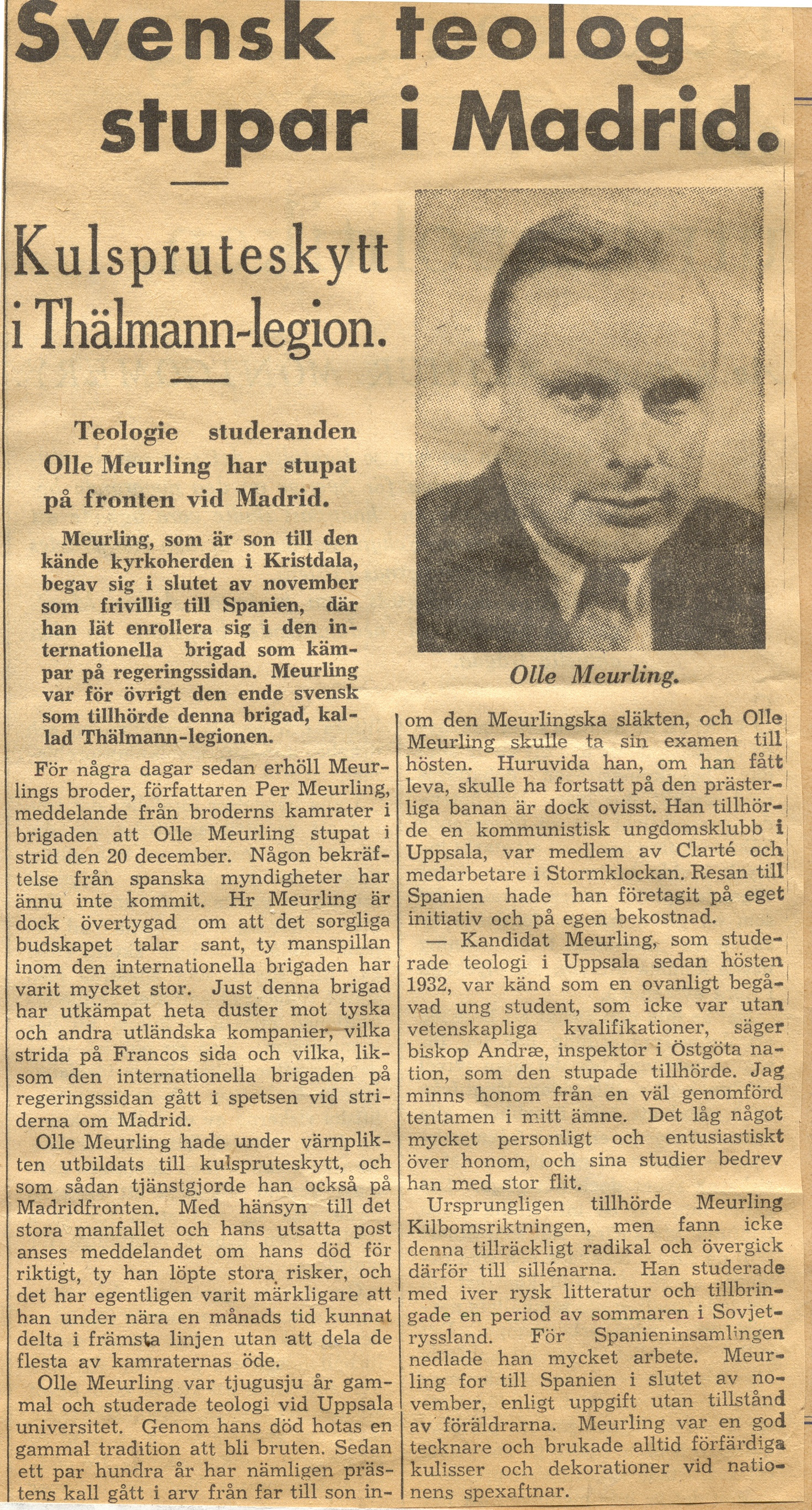
Article d'un diari (en suec, el 1936), amb títol, subtítol, entrada (en dues parts) i un cos dividit en seccions (paràgrafs).

Un article és un tipus d'escrit sobre un tema. Pot ésser un text dins del periodisme, una explicació en un diccionari o una enciclopèdia, o una explicació de la part d'una llei.

## Utilitzacions vàries
En el periodisme un article pot ésser un text escrit qualsevol. Pot ésser un text curt (vegeu això notícia) o un text més llarg (reportatge o altres). Article és sovint el vocable general d'un text escrit per un jornalista sobre un tema.
En l'ús lexicogràfic, l'article conté l'explicació o la presentació escrita d'un mot, concepte, entitat o persona. En publicacions digitals (Viquipèdia, enciclopedia.cat i altres) té sovint l'amplitud d'una pàgina web.
En l'ús jurídic, l'article conté l'explicació de la part d'una llei. Una llei té sovint una gran quantitat d'articles.